# Nicotiana otophora
Nicotiana otophora är en potatisväxtart som beskrevs av August Heinrich Rudolf Grisebach. Nicotiana otophora ingår i släktet tobak, och familjen potatisväxter. Inga underarter finns listade i Catalogue of Life.